# 安托萬·德·里瓦羅爾

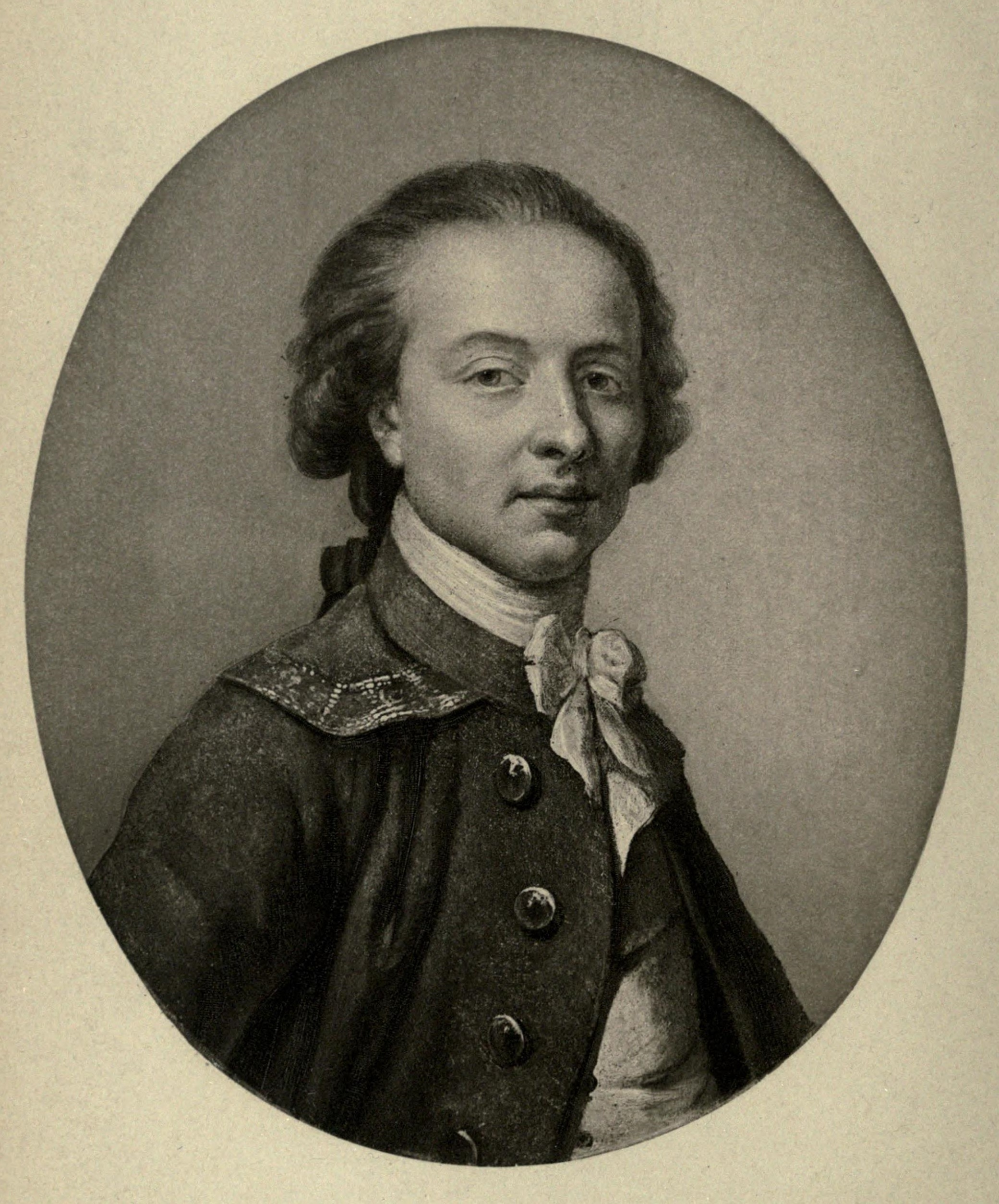
安托萬·德·里瓦羅爾

安托万·德·里瓦罗尔（1753年6月26日 – 1801年4月11日）是法国大革命時期的保皇派作家、翻译家。 他蔑视共和主义并支持旧制度。他後來流亡柏林，並在當地去世。